# كريسي هيند
كريستين إلين هيند (بالإنجليزية: Chrissie Hynde) (مواليد 7 سبتمبر 1951) موسيقية أمريكية اشتهرت بكونها عضو مؤسس في فرقة الروك ذا بريتندرز

## روابط خارجية
- Pretenders Archives نسخة محفوظة 24 أكتوبر 2011 على موقع واي باك مشين.
- Pretenders 977 Radio
- كريسي هيند على موقع IMDb (الإنجليزية)
- كريسي هيند على موقع ميوزك برينز (الإنجليزية)
- كريسي هيند على موقع رولينغ ستون (الإنجليزية)
- كريسي هيند على موقع إن إن دي بي (الإنجليزية)
- كريسي هيند على موقع أول ميوزيك (الإنجليزية)
- كريسي هيند على موقع ديسكوغز (الإنجليزية)
- كريسي هيند على موقع قاعدة بيانات الفيلم (الإنجليزية)
- Hynde: BBC News article
- Hynde: Associated Press News article
- Chrissie Hynde: I'm Just Telling My Story – new memoir, Reckless: My Life as a Pretender (NPR ME 10/6/15)